# Chad Ho
Chad Ho (ur. 21 czerwca 1990) – południowoafrykański pływak. Brązowy medalista mistrzostw świata w pływaniu na otwartym akwenie z Rzymu na 5 km.